# Elezioni generali in Artsakh del 2020
Le elezioni generali in Artsakh del 2020 si tennero il 31 marzo (primo turno) e il 14 aprile (secondo turno) per l'elezione del presidente della repubblica e il rinnovo dell'Assemblea nazionale.
Si trattò delle prime elezioni nella repubblica dell'Artsakh (già repubblica del Nagorno Karabakh) dopo la riforma costituzionale del 2017. Il presidente uscente Bako Sahakyan era stato eletto dalla stessa Assemblea nazionale e non a suffragio popolare diretto.

## Candidature

### Candidati alla presidenza della repubblica
Elenco delle candidature nell'ordine indicato dalla Commissione elettorale centrale
- Balayan Christine Gregory, ‘’Բալայան Քրիստին Գրիգորի’’ (indipendente)
- Balasanyan Vitaly Michael, ‘’Բալասանյան Վիտալի Միխայիլի’’ (Partito della Giustizia di Artsakh, parlamentare uscente)
- Amiryan Sergey Vasili, ‘’Ամիրյան Սերգեյ Վասիլիի’’ (indipendente)
- Babayan David Klimi, ‘’Բաբայան Դավիթ Կլիմի’’ (Partito Conservatore di Artsakh, già portavoce alla presidenza della repubblica)
- Lalayan Bella Laerti, ‘’Լալայան Բելա Լաերտի’’ (indipendente)
- Harutyunyan Arayik Vladimir, ‘’ Հարությունյան Արայիկ Վլադիմիրի’’ (Libera Patria, già Primo ministro e ministro di Stato)
- Khanumyan Hayk Ruben, ‘’ Խանումյան Հայկ Ռուբենի’’ (Rinascita nazionale)
- Ishkhanyan David Ruben, ‘’ Իշխանյան Դավիթ Ռուբենի’’ (Federazione Rivoluzionaria Armena)
- Badasyan Vahan Michael, ‘’ Բադասյան Վահան Միքայելի’’ (Partito Armenia unita)
- Mayilyan Masis Samvel, ‘’ Մայիլյան Մասիս Սամվելի’’ (Indipendente, ministro degli affari esteri uscente)
- Ghulyan Ashot Vladimir, ‘’ Ղուլյան Աշոտ Վլադիմիրի’’ (Partito Democratico dell'Artsakh, presidente uscente dell'Assemblea nazionale)
- Israelian Ruslan Eduard, ‘’ Իսրայելյան Ռուսլան Էդուարդի’’ (Partito della generazione dell’indipendenza)
- Dadian Ashot Eduard, ‘’ Դադայան Աշոտ Էդուարդի’’ (indipendente)
- Poghosyan Melsik Rafael, ‘’ Պողոսյան Մելսիկ Ռաֆայելի’’ (indipendente)

### Liste concorrenti all'Assemblea nazionale
Liste nell'ordine indicato dalla Commissione elettorale centrale
- 1. Rinascita nazionale, «Ազգային վերածնունդ» կուսակցություն
- 2. Patria Unita, «Միասնական հայրենիք» կուսակցություն
- 3. Partito della generazione dell’indipendenza, «Անկախության Սերունդ» կուսակցություն
- 4. Federazione Rivoluzionaria Armena, «ՀայՀեղափոխականԴաշնակցություն»
- 5. Partito rivoluzionario di Artsakh, Արցախիհեղափոխականկուսակցություն
- 6. Alleanza dei partiti “Libera Patria – CPD”, «ԱզատՀայրենիք-ՔՄԴ» կուսակցություններիդաշինք
- 7. Partito della Giustizia di Artsakh, Արցախի «Արդարություն» կուսակցություն
- 8. Partito Democratico dell'Artsakh, ԱրցախիԺողովրդավարականԿուսակցություն
- 9. Partito Armenia unita, «ՄիացյալՀայաստան» կուսակցություն
- 10. Partito Conservatore di Artsakh, ԱրցախիՊահպանողականկուսակցություն
- 11. Partito Comunista dell'Artsakh, ԼեռնայինՂարաբաղիԿոմունիստականկուսակցություն
- 12. Alleanza di partiti “Nuovo Artsakh”, «ՆՈՐ ԱՐՑԱԽ» կուսակցություններիդաշինք

Concorrono in tutto 361 candidati.

## Dati sulla votazione

### Seggi elettorali
Sono stati costituiti 282 seggi elettorali in 229 comunità urbane e rurali del Paese. Un seggio è stato istituito a Erevan presso la rappresentanza diplomatica dell'Artsakh in Armenia e un altro seggio presso il penitenziario di Sushi.

### Affluenza
Secondo i dati forniti dalla Commissione Elettorale Centrale hanno partecipato al voto 75.855 votanti pari al 72,69% degli aventi diritto (104.348).

### Osservatori e media
Risultavano accreditati 807 rappresentanti di quattordici ONG e 197 rappresentanti di trentasette media. A seguito della pandemia Covid-19 molti osservatori accreditati hanno rinunciato alla presenza.

## Risultati

### Elezioni presidenziali
| Candidati          | Primo turno | Primo turno | Secondo turno | Secondo turno |
| Candidati          | Voti        | %           | Voti          | %             |
| ------------------ | ----------- | ----------- | ------------- | ------------- |
| Arayik Harutyunyan | 36.076      | 49,26       | 39.860        | 84,5          |
| Masis Mayilyan     | 19.360      | 26,4        | 5.428         | 12,1          |
| Vitaly Balasanyan  | 10.755      | 14,7        |               |               |
| Davit Ishkhanyan   | 1.872       | 2,56        |               |               |
| Ashot Ghulyan      | 1.683       | 2,3         |               |               |
| Hayk Khanumyan     | 963         | 1,3         |               |               |
| Vahan Badasyan     | 757         | 1,1         |               |               |
| Davit Babayan      | 586         | 0,8         |               |               |
| Ruslan Israelyan   | 368         | 0,5         |               |               |
| Kristin Balayan    | 207         | 0,3         |               |               |
| Ashot Dadayan      | 198         | 0,3         |               |               |
| Bella Lalayan      | 184         | 0,2         |               |               |
| Sergey Amiryan     | 161         | 0,2         |               |               |
| Melsik Poghosyan   | 141         | 0,2         |               |               |
| Totale             |             |             |               |               |
| Schede bianche     | 2.625       |             | 1.877         |               |
| Votanti            | 75.855      |             |               |               |
| Elettori/affluenza | 104.348     | 72,69       |               |               |

### Elezione per l'Assemblea nazionale
| Liste                                       | Voti   | %    | Seggi |
| ------------------------------------------- | ------ | ---- | ----- |
| Libera Patria                               | 29.688 | 40,4 | 16    |
| Patria Unita                                | 17.365 | 23,6 | 9     |
| Partito della Giustizia di Artsakh          | 5.865  | 7,9  | 3     |
| Federazione Rivoluzionaria Armena           | 4.717  | 6,4  | 3     |
| Partito Democratico dell'Artsakh            | 4.269  | 5,8  | 2     |
| Alleanza Nuovo Artsakh                      | 3.305  | 4,50 | 0     |
| Rinascita nazionale                         | 2.360  | 3,21 | 0     |
| Partito Conservatore                        | 2.108  | 2,87 | 0     |
| Partito rivoluzionario                      | 1.660  | 2,26 | 0     |
| Partito Armenia unita                       | 958    | 1,30 | 0     |
| Partito della generazione dell'indipendenza | 656    | 0,89 | 0     |
| Partito Comunista dell'Artsakh              | 480    | 0,65 | 0     |
| Totale                                      |        |      |       |